# Giuseppe Pino
Giuseppe Pino (Milano, 1940 – Bellagio, 13 settembre 2022) è stato un fotografo italiano.

## Biografia
Inizia a fotografare nel 1962, dopo aver frequentato a Milano la scuola di fotografia della Società Umanitaria. Nel 1967 inizia la collaborazione con la rivista Panorama, terminata nel 1974 per intraprendere la carriera di freelance. Nel 1973 si trasferisce a New York, dove documenta gli interpreti del jazz. Rientra in Italia alla fine degli anni Ottanta per dedicarsi alla pubblicità e alla moda.

## Premi
- 1977: Certificate of distinction di Art Direction Magazine, New York
- 2021: Premio alla Carriera dell’Associazione Fotografi Italiani di Jazz (AFIJ)

## Pubblicazioni
- 1965:  Guida allo sviluppo e ingrandimenti per fotodilettanti
- 1976: Montreux Jazz
- 1979: Fotostoria del jazz, From Spiritual to Swing
- 1980: L'Improviste
- 1983: I grandi fotografi: Giuseppe Pino
- 2002: Jazz My Love
- 2004: Love My Jazz
- 2005: Black and Blues
- 2005: SAX! Buch
- 2014: The Way They Where. Portraits & Stories From The 20th Century
- 2016: 50 Summers Of Music - Livre des 50 ans du Montreux Jazz Festival

## Mostre personali
- 1970: Jazz Festival, Milano
- 1972: Musicisti di jazz, Milano e Festival del jazz,  Chateauvallon (Francia)
- 1973: Look at me, Milano e Personaggi vari, New York (USA)
- 1975: Ritratti di musicisti, Milano
- 1976: Ritratti di musicisti, Amsterdam (Paesi Bassi) e Jazz Festival, Montreux (Svizzera)
- 1978: Ritratti di jazz, Zurigo (Svizzera)
- 1981: Jazz, Valence (Francia)
- 2003: Jazz my love, Roma[1]